# Legal at Last
Legal at Last è il diciottesimo album in studio del gruppo musicale canadese Anvil, pubblicato il 14 febbraio 2020.

## Tracce
1. Legal at Last – 3:41
2. Nabbed in Nebraska – 4:33
3. Chemtrails – 4:06
4. Gasoline – 4:33
5. I'm Alive – 4:28
6. Talking to the Wall – 4:05
7. Glass House – 3:36
8. Plastic in Paradise – 5:14
9. Bottom Line – 3:05
10. Food for the Vulture – 4:38
11. Said and Done – 5:13